# Heracleum pastinaca
Heracleum pastinaca är en flockblommig växtart som beskrevs av Edward Fenzl. Heracleum pastinaca ingår i släktet lokor, och familjen flockblommiga växter. Inga underarter finns listade i Catalogue of Life.